# ドイツ共産党日本語部
ドイツ共産党日本語部（ドイツきょうさんとうにほんごぶ）とは、1929年、ドイツ共産党内に日本人党員の国崎定洞らによって組織されたグループである。

## 概要
前身は1926 - 28年ごろに文部省によって派遣された留学生、蠟山政道、有沢広巳、谷口吉彦、堀江邑一、舟橋純一、山本勝市らによって組織された社会科学研究会で、国崎は菊池勇夫、千田是也、高野岩三郎、土屋喬雄、蜷川虎三、鈴木東民、横田喜三郎らとともにこれに参加した。加藤哲郎によると、会の提唱者は蝋山、有沢と国崎が実質的な中心メンバーであった。
やがてドイツ共産党員だった国崎はベルリン滞在中の日本人シンパを糾合して、日本語部を結成する。国崎のほかには千田が主なメンバーだった。
この日本語部をベースにして、非党員も加わった「ベルリン反帝グループ」と呼ばれる日本人の集まりができ、反ファシズム・反戦運動を展開した。藤森成吉の小説「転換時代」（雑誌『改造』1931年10月号掲載）にその存在を彷彿とさせる出来事が描かれている。

## 関連文献
- 加藤哲郎 『国境を越えるユートピア：国民国家のエルゴロジー』平凡社ライブラリー、2002年 ISBN 9784582764444
- 同 『ワイマール期ベルリンの日本人：洋行知識人の反帝ネットワーク』 岩波書店、2008年 ISBN 9784000257657